# Lac d'Aspé
À ne pas confondre avec les vallée d'Aspe et gave d'Aspe
Le lac d'Aspé est un  lac pyrénéen français situé administrativement dans la commune de Cauterets dans le département des Hautes-Pyrénées, dans le Lavedan en Occitanie.
Le lac a une superficie de 1 ha pour une altitude de 2 689 m.

## Toponymie
Aspé s'analyse formellement par l'adjectif gascon aspè « abrupt » du latin asper. Cette explication interfère probablement avec le thème pyrénéen prélatin Aspe.
L'adjectif se retrouve dans le nom de la vallée du Pouey Aspé creusée par un autre affluent du gave de Gavarnie.

## Géographie
Le lac d'Aspé est  un lac naturel situé dans l'enceinte du parc national des Pyrénées, dans la vallée de Lutour.

### Topographie
|                                      | Lac de Malh Arrouy (2 584 m) | Col de Malh Arrouy (2 745 m) |
| Estom Soubiran                       | lac d’Aspé                   |                              |
| Lac Glacé d'Estom Soubiran (2 565 m) | Soum d’Aspé (2 968 m)        | Col d'Aspé (2 821 m)         |

### Hydrographie
Le lac est alimenté par les eaux ramassées du cirque d'Estom Soubiran et du  gave d'Estom Soubiran et a pour émissaire le même gave.

## Protection environnementale
Le lac est situé dans le parc national des Pyrénées.

## Voies d'accès
Le lac d'Aspé est accessible par le versant nord depuis l'hôtellerie de la Fruitière par le sentier du lac d'Estom et son refuge, prendre le sentier d'Estom Soubiran en longeant le gave d'Estom Soubiran.
Par le versant est, par la vallée de Cestrède depuis le parking aux granges de Bué, suivre l'itinéraire du lac de Cestrède puis suivre vers le lacot d'Era Oule (2 296 m) et passé par le col de Malh Arrouy (2 745 m).